# Lutherkirche (Halle)

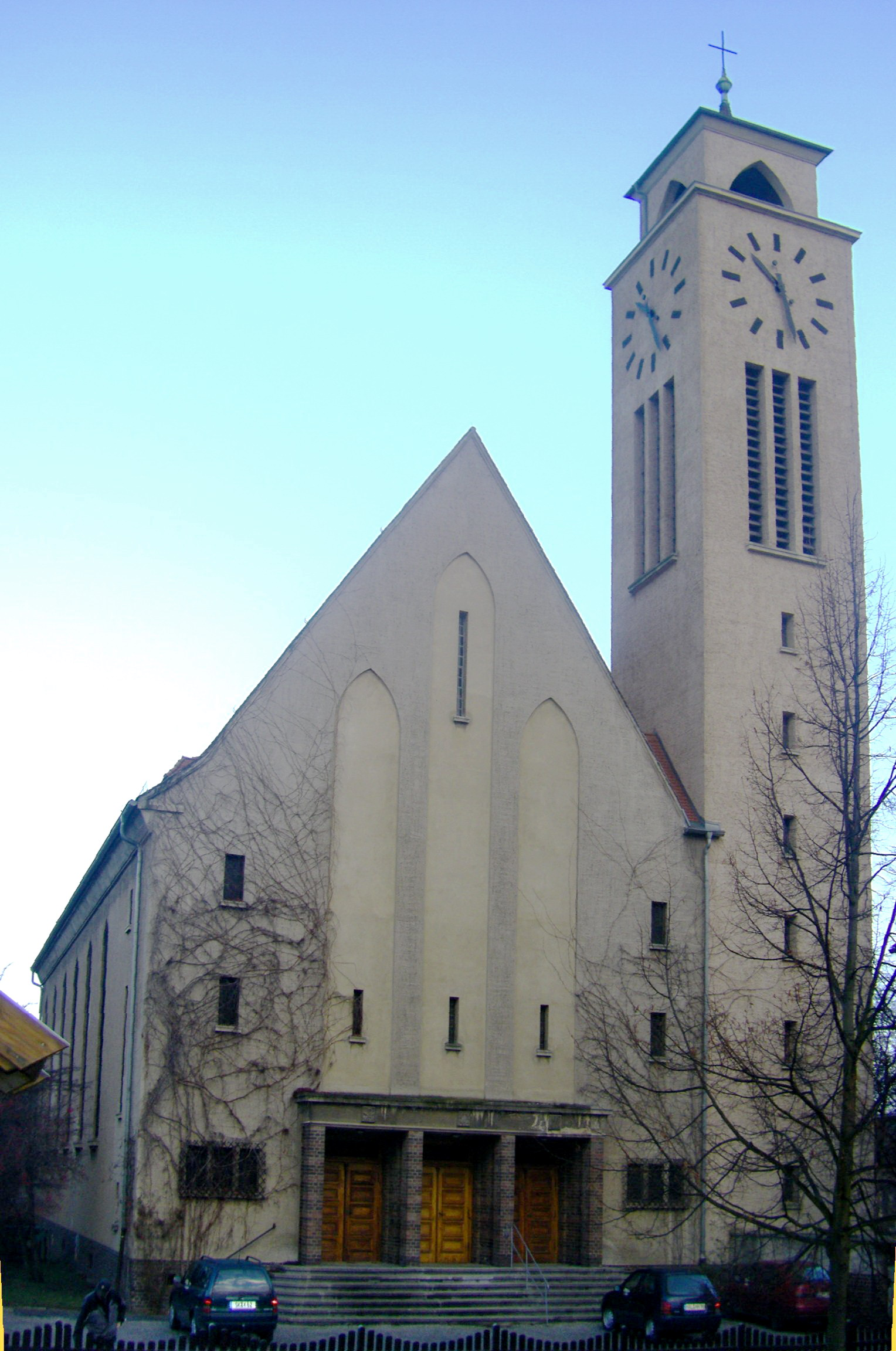
Lutherkirche in Halle (Saale)

Die evangelische Lutherkirche ist ein Kirchengebäude im südlich des Stadtzentrums gelegenen Lutherviertel in Halle (Saale). Die Kirchengemeinde gehört zum Kirchenkreis Halle-Saalkreis der Evangelischen Kirche in Mitteldeutschland.

## Baugeschichte
Das Gebäude wurde nach Plänen von Raimund Ostermaier im Stil der Neuen Sachlichkeit errichtet. Die Grundsteinlegung fand 1928 am 10. November, dem Geburtstag Martin Luthers, statt. Nach nur einjähriger Bauzeit erfolgte am 10. November 1929 die Einweihung.

## Architektur
Das Kirchenschiff besitzt einen geräumigen Saal mit eingezogenem rechteckigen Chor. Der Turm ist rechts an der Eingangsgiebelseite angeordnet und bildet die bauliche Verbindung zum benachbarten Gemeindehaus. Er verfügt über eine offene Laterne an der Spitze. An der Fassade, den Fenstern und dem Tonnengewölbe wiederholt sich der Spitzbogen der Gotik als tragendes Motiv.
Der Innenraum ist stützenfrei. Das Tonnengewölbe wird von spitzbogigen Binderelementen aus Beton getragen. Die Lutherbüste in der Vorhalle stammt vom Bildhauer Wilhelm Groß, ebenso das Kruzifix im Altarraum.
Die Glasfenster der Apsis stammen von Christel Kuball.

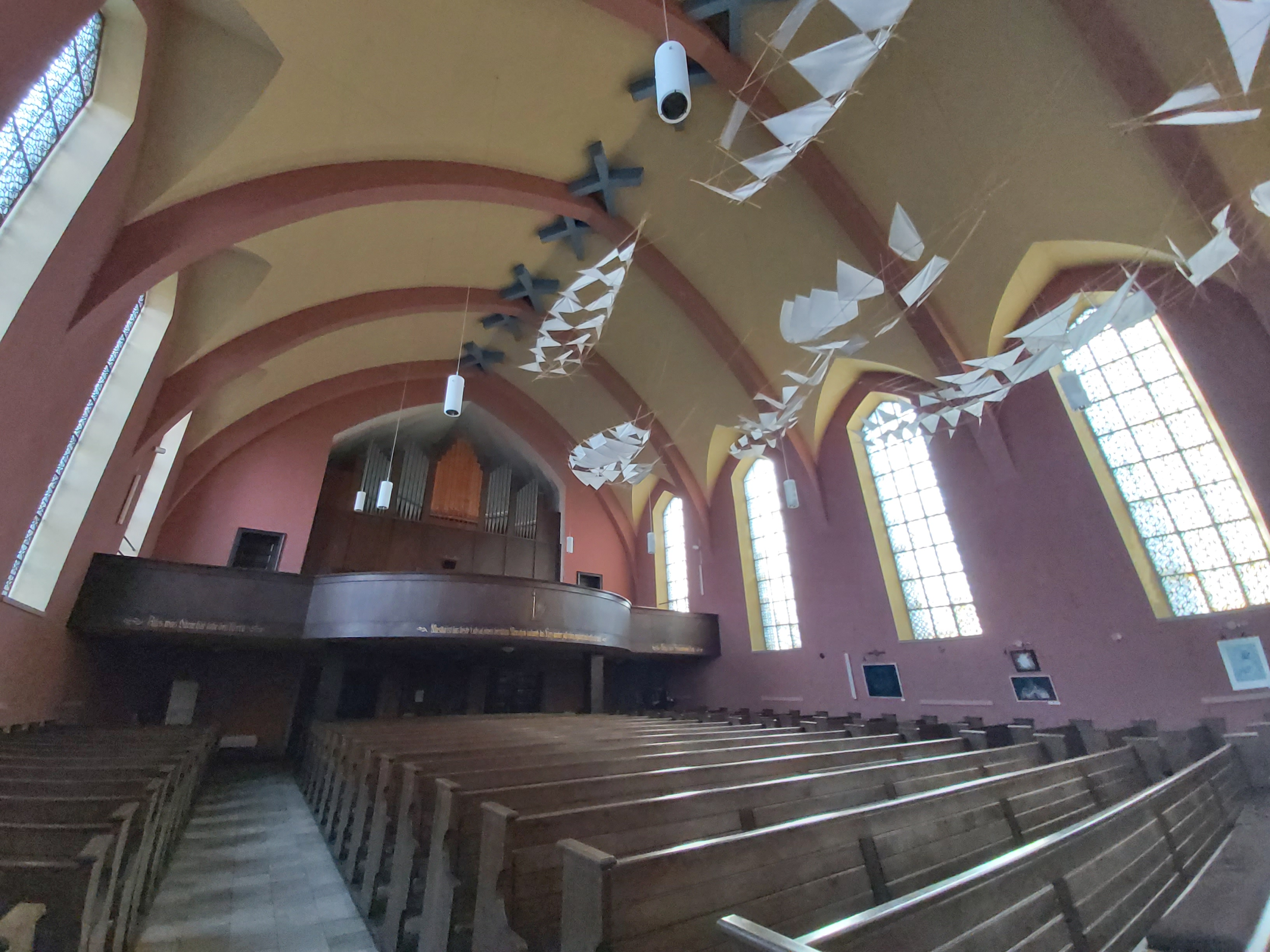
Blick ins Innere zur Orgel

Die Orgel wurde 1929/1930 von der Orgelbaufirma Rühlmann erbaut. Das Instrument hat 43 Register auf drei Manualwerken und Pedal. Ihre Klanggestalt ist heute aber nicht mehr die originale.
| I Hauptwerk C–g3 |              |        |
| 01.              | Pommer       | 16′    |
| 02.              | Principal    | 08′    |
| 03.              | Gemshorn     | 08′    |
| 04.              | Rohrgedackt  | 08′    |
| 05.              | Octave       | 04′    |
| 06.              | Nachthorn    | 04′    |
| 07.              | Quinte       | 02 ⁄3′ |
| 08.              | Oktave       | 02′    |
| 09.              | Mixtur III–V |        |
| 10.              | Trompete     | 08′    |

| II Oberwerk C–g3 |                       |        |
| 11.              | Italienisch Principal | 08′    |
| 12.              | Gemshorn              | 08′    |
| 13.              | Quintadena            | 08′    |
| 14.              | Principal             | 04′    |
| 15.              | Blockflöte            | 04′    |
| 16.              | Octave                | 02′    |
| 17.              | Sifflöte              | 01 ⁄3′ |
| 18.              | Zimbel III            |        |
| 19.              | Rankett               | 16′    |
| 20.              | Horn                  | 08′    |

| III Schwellwerk C–g3 |                  |         |
| 21.                  | Lieblich Gedackt | 16′     |
| 22.                  | Principal        | 08′     |
| 23.                  | Gedackt          | 08′     |
| 24.                  | Portunalflöte    | 08′     |
| 25.                  | Aeoline          | 08′     |
| 26.                  | Fugara           | 04′     |
| 27.                  | Rohrflöte        | 04′     |
| 28.                  | Zartquinte       | 02 ⁄3′  |
| 29.                  | Waldflöte        | 02′     |
| 30.                  | Terz             | 01 3⁄5′ |
| 31.                  | Oktävlein        | 08′     |
| 32.                  | Kornett IV       |         |
| 33.                  | Krummhorn        | 08′     |

| Pedalwerk C–f1 |                    |     |
| 34.            | Principal          | 16′ |
| 35.            | Subbaß             | 16′ |
| 36.            | Zartbaß (= Nr. 21) | 16′ |
| 37.            | Oktavbaß           | 08′ |
| 38.            | Cello              | 08′ |
| 39.            | Choralbaß          | 04′ |
| 40.            | Rauschpfeife IV    |     |
| 41.            | Posaune            | 16′ |
| 42.            | Trompete           | 08′ |
| 43.            | Singend Kornett    | 02′ |

- Normalkoppeln II/I, III/I, III/II, I/P, II/P, III/P,

## Glocken
Zur Weihe der Kirche erklangen vier Glocken in der Tonfolge c′ – e′ – g′ – a′, gegossen von Schilling/Apolda, sowie vier Uhrschlagglocken. 1942 mussten drei große Glocken sowie drei Uhrschlagglocken abgegeben werden.
Später konnte die Gemeinde eine Glocke aus Haynsburg bei Zeitz, gegossen 1576 von Eckhart Kucher, sowie eine weitere Glocke von Schilling/Apolda anschaffen. Alle drei Glocken hängen in einem Stahlglockenstuhl an gekröpften Jochen, die Tonfolge ist heute fis′ – a′ – c″.
Übersicht
| Glocke | Gießer, Gussort        | Gussjahr | Durchmesser | Schlagton |
| ------ | ---------------------- | -------- | ----------- | --------- |
| 1      | Eckhart Kucher, Erfurt | 1576     | 1119 mm0    | fis′      |
| 2      | Franz Schilling/Apolda | 1929     | 871 mm      | a′        |
| 3      | Peter Schilling/Apolda | 1958     | 725 mm      | c″        |